# Silis urjanhaica
Silis urjanhaica là một loài bọ cánh cứng trong họ Cantharidae. Loài này được Kasantsev in Kazantsev miêu tả khoa học năm 1997.